# Baolacus opacus
Baolacus opacus is een keversoort uit de familie glimwormen (Lampyridae). De wetenschappelijke naam van de soort werd voor het eerst geldig gepubliceerd in 1938 door Wittmer.